# يهوديت شوفال
يهوديت شوفال (بالعبرية: יהודית שובל‏) (من مواليد 1926) بروفيسورة إسرائيلية في علم الاجتماع، عملت في الجامعة العبرية في القدس، وتخصصت في الصحة العامة والهجرة.
في عام 1965 نالت جائزة إسرائيل في علم الاجتماع.

## سيرة شخصية
ولدت يهوديت تانينباوم شوفال عام 1926 في مدينة نيويورك. التحقت بكلية هنتر وحصلت لاحقًا على درجة البكالوريوس من الكلية اللاهوتية اليهودية. في عام 1949، هاجرت إلى إسرائيل وعملت في المعهد الإسرائيلي للبحوث الاجتماعية التطبيقية. وحصلت على درجة الدكتوراه في علم الاجتماع من كلية رادكليف بجامعة هارفارد عام 1955. وفي نفس العام عينت مستشارًا لاستيعاب المهاجرين في منظمة اليونسكو التابعة للأمم المتحدة.
عينت شوفال في الجامعة العبرية في القدس محاضرًا في علم الاجتماع عام 1968. ثم صارت بروفيسورة لعلم الاجتماع الطبي. خلال العام الدراسي 1978-1979، ومرة أخرى في عام 1981 عملت أستاذة زائرة لعلم الاجتماع في جامعة ميتشيغان في آن أربور.
كما مثلت إسرائيل في الجمعية الأوروبية للصحة وعلم الاجتماع الطبي في عام 1983. وشغلت منصب رئيسة الجمعية الإسرائيلية لعلم الاجتماع من 1986 إلى 1988.
تقاعدت شوفال في عام 1994.

## الجوائز والتكريمات
- في عام 1959 حصلت شوفال على جائزة هيلين دي روي، التي تمنحها جمعية دراسة المشكلات الاجتماعية.[3]
- في عام 1965 نالت جائزة إسرائيل في علم الاجتماع.[2]
- في عام 1995، منحتها منظمة هداسا جائزة هنريتا زولد للطب العام والنظافة.

## المنشورات
- المهاجرون على الأبواب - 1963
- ديناميكات الانتقال: دخول الطب - 1979
- الوظائف الاجتماعية للممارسة الطبية - (بالاشتراك مع أ. أنتونفسكي و إيه إم ديفيس) - 1970
- الوافدون الجدد والزملاء: الأطباء المهاجرون السوفييت في إسرائيل - 1984
- أطباء مهاجرون: أطباء سوفيات سابقون في إسرائيل وكندا والولايات المتحدة - (بالاشتراك مع جي إتش بيرنشتاين) - 1997
- الهجرة إلى إسرائيل: وجهات نظر اجتماعية - (بالاشتراك مع إي ليشيم) - 1998
- البنية الاجتماعية والصحة في إسرائيل - (بالاشتراك مع أو أنسون) - 2000